# Cypholoron
Cypholoron är ett släkte av orkidéer. Cypholoron ingår i familjen orkidéer.
Kladogram enligt Catalogue of Life:
| Cypholoron | \| \| Cypholoron convexum \| \| \| \| \| \| Cypholoron frigidum \| \| \| \| |
|            | \| \| Cypholoron convexum \| \| \| \| \| \| Cypholoron frigidum \| \| \| \| |
|            | Cypholoron convexum                                                         |
|            |                                                                             |
|            | Cypholoron frigidum                                                         |
|            |                                                                             |